# Pierre Edmond Boissier
Pierre Edmond Boissier (Ginebra, 10 de mayo de 1810-Valeyres, 25 de septiembre de 1885) fue un botánico, matemático y explorador suizo.

## Biografía
Boissier fue el autor de la Flora Orientalis (cinco volúmenes, 1867-1884) y de Viaje botánico en el sur de España durante el año 1837 (1839-1845). Se le adjudica la descripción de 6000 nuevas especies. Su herbario y su obra fueron continuados por su yerno William Barbey (1842-1914).

### Obras
- Elenchus plantarum novarum... in itinere hispanico legit, 1838
- Con Georges François Reuter (1805-1872), Diagnoses plantarum novarum hispanicum, 1842
- Voyage botanique dans le midi de l'Espagne..., 1839-1845
- Con Georges François Reuter, Pugillus plantarum novarum Africae borealis Hispaniaeque australis, 1852
- Diagnoses plantarum orientalium novarum, 1842-1859
- Con Friedrich Alexander Buhse (1821-1898), Aufzählung der auf einer Reise durch Transkaukasien und Persien gesammelten Pflanzen, 1860
- Icones Euphorbiarum, 1866
- Flora orientalis, 1867-1884. Cinco vols.

## Honores
- Boissiera es el título de la colección de Memorias de Botánica sistemática, publicado por el Conservatorio y Jardín Botánico de Ginebra (CJB)

### Epónimos
Género
- (Poaceae) Boissiera Hochst. & Steud.[1]

Especies (más de 250)
| - (Acanthaceae) Acanthus boissieri Hausskn. - (Alliaceae) Allium boissieri Hausskn. ex Regel - (Apiaceae) Bilacunaria boissieri (Reut. & Hausskn. ex Boiss.) Pimenov & V.N.Tikhom. | - (Apocynaceae) Laubertia boissieri A.DC. - (Asclepiadaceae) Alexitoxicon boissieri (Kusn.) Pobed. - (Asteraceae) Anaphalis boissieri Georgiadou | - (Euphorbiaceae) Euphorbia boissieriana (Woronow) Prokh. - (Lamiaceae) Sideritis boissieriana Peris, Stübing, Olivares & J.Martín - (Scrophulariaceae) Scrophularia boissieriana Jaub. & Spach |

- La abreviatura «Boiss.» se emplea para indicar a Pierre Edmond Boissier como autoridad en la descripción y clasificación científica de los vegetales.[11]También aparece en equipo como:
- Boissier & A. Huet
- Boissier & Balansa
- Boissier & Blanche
- Boissier & Buhse
- Boissier & C. I. Blanche
- Boissier & E. Huet
- Boissier & Gaillardot
- Boissier & Haussknecht
- Boissier & Heldreich
- Boissier & Hohenacker
- Boissier & Kotschy
- Boissier & Noë
- Boissier & Reuter
- Martius & Boissier
- Orphanides & Boissier
- Vilmorin & Boissier

Ref: HUH, Harvard University Home, Database.